# 十津川省三
十津川 省三（とつがわ しょうぞう）は、西村京太郎の推理小説に登場する架空の警察官。十津川警部として知られる、『十津川警部シリーズ』の主人公である。
西村作品の代表的キャラクターとして多くの作品に登場している。テレビでの映像化も多い（後述）。

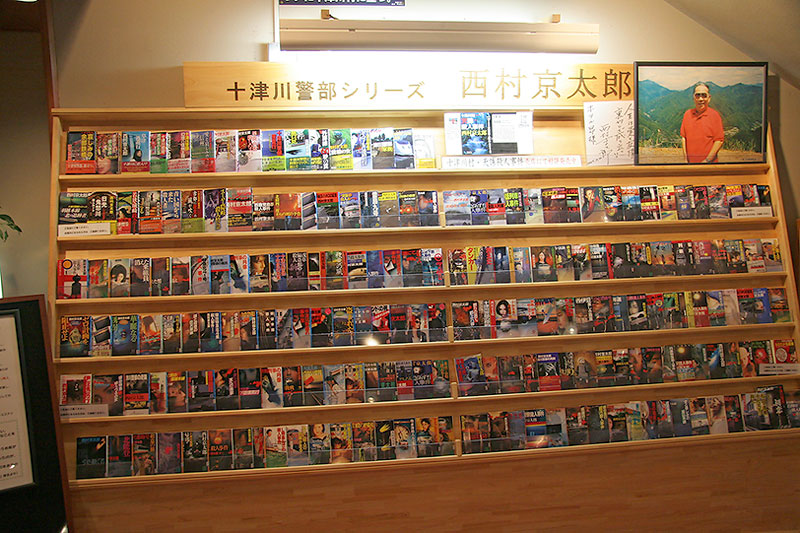
十津川村ホテル昴内にあるライブラリー

## 設定
警視庁刑事部捜査一課に所属する警察官で、階級は警部。部下の亀井刑事をパートナーとして多くの事件解決に当たっている。
初登場作品は『赤い帆船（クルーザー）』（1973年）で、当時は30歳で警部補（主任）だった。
捜査一課内での立場は作品によって幅があるが、自身を含めて、7-10人程度で構成される「十津川班」のリーダーである。基本的に捜査は「十津川班」のみ現場管轄の所轄署に設けられた捜査本部で行うことが多いが、事件が地方や海外に関係する場合や薬物及び暴力団がらみの事件の場合は、現地の警察機関や警視庁の他の部署と合同で捜査することが多い。そのような合同捜査の際、十津川は警視庁（もしくは捜査一課）代表として会議などで指揮、発言している。
東京都内を中心に日本全国、時には世界各国も飛び回り、殺人などの事件を捜査、被疑者を逮捕、発見（自殺しているケースもあるため）している。捜査の大半は警察官として捜査に当たっているが、一部では一般人として調査することもある。
主にトラベルミステリー、特に鉄道を舞台にした事件での活躍が多いが、初登場時以降しばらくは海を舞台に活躍していた。
「十津川」の名の由来は奈良県十津川村（とつかわむら）から。西村京太郎が探偵役の名前を考えていた際、たまたま見ていた日本地図で目に留まったためという（『十津川村 天誅殺人事件』の解説より）。なお、村名は「とつかわ」と濁らないが、十津川省三の姓は「とつがわ」と濁る。初期は「とつかわ」とルビが振られていた。

### プロフィール

#### 生年月日・血液型
- 7月27日生まれで年齢は40歳（『黙示録殺人事件』以後基本的にこの年齢で固定。一部の作品では42歳とされたものがある。『超特急『つばめ号』殺人事件』では昭和17年（1942年）生まれとされる）。
- 血液型に関しては曖昧である。『特急ワイドビューひだ 殺人事件』ではB型とされている。『寝台急行「銀河」殺人事件』では自分の血液型を「O型だと思う」と言っている。

#### 経歴
- 東京都のとある新興住宅地出身。そのため、「故郷」という言葉のイメージがつかみにくいと発言している。青森県出身で「故郷」に深い思いを持つ亀井刑事と対照的である。
- 大学時代はヨット部に所属し、スクーバダイビングの経験もある。また、太宰治を真似た小説を書き『錨（アンカー）』という同人誌を発行していたこともある。大学生時代は、大学の近くにある小さなアパートに住んでいた。
- 大学卒業後に警視庁に地方公務員（ノンキャリア）として採用される。25歳で捜査一課の刑事となった。『赤い帆船』の時の階級は警部補で、年齢は30歳であった。その後、警部に昇進したが以降は昇進昇級の気配もなく、本人が出世を望んでいる様子もない。

#### 家族・ペット
- 妻は十津川直子。二人の間に子供はいないが、欲しいとは思っている。現在は国立近くの庭付きの家（作品によってはマンションだったり世田谷区在住との記述もある）で二人で暮らしている。なお、十津川は直子との結婚が初婚であるが、直子は再婚である。
- 『イヴが死んだ夜』では婚約者「岩井妙子」がいた。
- サラリーマンの兄がいる。兄には7歳の娘（十津川から見ると姪）がいる。
- 父親は既に死去している。幼少期は父親から厳しく育てられたという。
- ペットに雑種のオス犬「のりスケ」とメスのシャム猫「ミーコ」がいる。また、ある事件の関係者から預かったオスのシャム猫も飼っている。

#### 性格・対人関係
- 冷静沈着な面と直情径行で熱血漢的な面も併せ持つ。『赤い帆船』の頃は自信過剰で激しやすく、感情をストレートに表現することも多かった。年上の部下が被疑者の監視に失敗した際に「何年警察の飯を食ってるんだ。たかが女一人見張れないのか？」と罵声を浴びせ（ただし部下の失敗は自分の責任として課長に報告した）、一方で推理や捜査が期待外れに終わるとひどく落胆していた。警部への昇進以降は感情を表に出さず、そうした姿は少なくなった。本人は若かった頃の自分を振り返り「謙虚さがなかった」「冷酷なところがあると評される自分を格好いいと思っていた」と独白している。
- 今でも自分は若いと思っているが、同窓会などで同級生たちを見ると嫌でもおじさんになったと自覚させられ落ち込むことがあった。
- 殺人を防ぐために奔走する一方で、「不特定多数の誰かが狙われた殺人予告」に関しては騒いでも仕方がないとして静観の構えを見せている。
- 事件が解決しないと人の「死」を常に意識してしまうため落ち着かない。これは犯人や被害者の「死」も含まれる。そのため犯人の自殺も阻止しようとする。
- 逆恨みから無差別殺人を犯した犯人に対して「今更改心されても困る。バカは最後までバカでいるべきだ」という旨を嘲笑しながら言い放っている。
- 「警察は人々から厄介者扱いされており、事件が起きても早く解決しないと叩かれるもの」と考えており、警察が世間から批判されることは仕方のないものだと割り切っている。
- 犯人の罠で容疑者扱いされてしまった人に対して「あの状況では疑うのも無理はない。だから謝るつもりない」と面と向かって言い放っている。これに限らず十津川が犯人扱いした人に対して謝罪するシーンは皆無である。
- パートナーである亀井刑事を厚く信頼している。また、亀井以外の部下も信頼されていると思われ、部下による十津川評（とくに悪評）は記述の例が少ない。
- 部下のプライベートには干渉しないことが多く、捜査さえしっかりやってくれれば構わないと考えている。ただし長年恋人がいない部下に「寂しくはないのか」「だらしない」とお節介を焼くこともある。
- 捜査に際し、大学時代からの友人である、中央新聞の田口（一部作品では田島という表記になっている）記者から情報を得ることがある。お互いに領分は犯さないようにしているが、信頼して捜査情報を提供することもある。
- 事件の捜査として、公式に十津川たちが捜査できないときは、元捜査一課の刑事で私立探偵を営む橋本豊に捜査を依頼することもある。橋本が捜査一課を離脱した経緯は『北帰行殺人事件』に詳細。
- 直子を除く関西人が苦手で、冠婚葬祭等にも捜査を口実に欠席している。
- 『急行奥只見殺人事件』では亀井刑事と共に子供好きな一面を見せている。

#### 身体的特徴
- 『消えたタンカー』では、身長163cm、体重68kgと設定されている。ただし、『祭ジャック・京都祇園祭』では、身長173cmと設定されている。これについて、作者である西村が『十津川警部が見た風景』でドラマシリーズの十津川を演じる渡瀬恒彦の身長に合わせて設定を変更した事を語っている。体形はやや小太りであり、タヌキとあだ名をつけられたこともある。別人視点で十津川が描写される場合「平凡な中年」という風によく見られるため、侮られることも少なくない。初登場時の『赤い帆船』の頃は、中肉中背で目付きの鋭い刑事と表現されていた。
- 過去、殺人犯に左手を撃たれた後遺症もあってか左手は不器用との記述があったが、最近ではこの様な描写は見られない。
- 高所恐怖症。そのため飛行機は苦手としている。
- 寒さに弱く、風邪をひきやすい。また雨も苦手である。ただし､『パリ・東京殺人ルート』の終盤では関釜フェリーで韓国へ逃げようとする暴力団員が海に飛び込んだ際、追跡のため自身も飛び込んでいる。この時は犯人逮捕後にくしゃみをしている。
- 若い頃に参加した警察官柔道大会では一位を獲得したことがある（『七人の証人』）。そのため逮捕術の腕前は相当なもので、相手が若い男でも一対一ではまず負けない。

#### 嗜好
- 喫煙の習慣があり、時折禁煙に努力するもその度に失敗している。近年の作品では煙草を吸っていないことが記されている（『鎌倉江ノ電殺人事件』より）。ドラマ版でも喫煙シーンは見られない。
- 酒は弱いが、他人に御馳走になる時はワインを飲む事もある。
- 推理に行き詰まるとコーヒーをよく飲む。馴れで亀井刑事の淹れたインスタントコーヒーが一番美味いらしい。飲み過ぎは身体によくないとわかっているが、推理に行き詰まるとどうしても飲んでしまう。
- 好きな食べ物は蕎麦、好きな飲み物はコーヒー。嫌いな食べ物はパン。嫌いな飲み物は茶。

#### 捜査手法
- 捜査手法は、基本的には足で行うスタイルであり、必要とあらばすぐに現地に飛ぶ。行き詰まると勘による推理なども行うが、周囲には理解されにくい（相手は三上刑事部長や他県警の警部など）。
- 被疑者ではないかと疑った人物には何度も面会し、捜査状況を話す。その反応やその後の行動によって、被疑者を追い詰めることが多い。ただし、被疑者が政治家など有力者である場合、上司（三上刑事部長）からの圧力で面会中止もしくは別の手法による捜査に移ることもある。
- 証拠を残さない犯人に対しては、犯罪を犯させて現行犯逮捕という手段をよく行う。そのため非情とも言える手段を取ることも少なくはない。例としては容疑者に圧力を掛けて犯行の目撃者を殺しに行かせたり（多くは殺人未遂で逮捕に持ち込む）、犯人一味が仲間割れをするように仕組むなど。無論、こういった違法捜査は言い逃れができるように細心の注意を払って行っている。一方で別件逮捕や証拠の捏造などは決して行わないと口にしている。前者は「便利なので味を占めると危険」、後者は「言い逃れができないので困る」などが理由。
- 犯人が抵抗した場合は取り押さえることもためらわないが、「殴るのも殴られるのも嫌な気分になる」と考えている。
- 拳銃については携行しているものの、発砲することは少ない。初期作品ではコルト社の自動拳銃（型式を特定できる描写はない）をホルスターを使わずに内ポケットに入れて携行していた。S&W社の自動式拳銃を持っていた事も有る。『殺意の青函トンネル』ではブローニング社の自動拳銃を使っている。また､海外ではベレッタやトカレフ（中国製のコピー製品）を現地の警察から借りて使う事も有る。漫画ではリボルバーを持っている（これは他の刑事も同じである）。

#### その他
- 『十津川警部 幻想の信州上田』で「私の先祖は百姓であった」という旨の発言をしている。

## 十津川を演じた俳優
- 三橋達也 - テレビ朝日「西村京太郎トラベルミステリー」
- 天知茂（三橋の代役） - 同上
- 高島忠夫（三橋の代役） - テレビ朝日「土曜ワイド劇場」西村京太郎トラベルミステリースペシャル 特急ゆふいんの森殺人事件 第28作
- 高橋英樹 - テレビ朝日「火曜ミステリー劇場」・「西村京太郎トラベルミステリー」
- 宝田明 - TBS「ザ・サスペンス」
- 若林豪 - TBS「ザ・サスペンス」・フジテレビ「金曜エンタテイメント」
- 渡瀬恒彦 - TBS「月曜ドラマスペシャル」⇒「月曜ミステリー劇場」⇒「月曜ゴールデン」
- 内藤剛志 - TBS「月曜名作劇場」
- 夏木勲 - 日本テレビ「火曜サスペンス劇場・消えたタンカー」
- 渡辺裕之 - 日本テレビ「西村京太郎からの挑戦 本格ミステリークイズ 芸能界推理王決定戦!」
- 石立鉄男 - フジテレビ「木曜ドラマストリート」
- 小野寺昭 - フジテレビ「金曜女のドラマスペシャル」・フジテレビ「男と女のミステリー」
- 高嶋政伸 - フジテレビ「金曜プレステージ」
- 萩原健一 - テレビ東京「女と愛とミステリー」
- 神田正輝 - テレビ東京「女と愛とミステリー」
- 松方弘樹 - 3DOアドベンチャーゲーム「西村京太郎 悪逆の季節 東京〜南紀白浜連続殺人事件」
- 津村和幸 - 旅チャンネル「西村京太郎の鉄道ミステリー」
- 船越英一郎[注 2] - テレビ東京「月曜プレミア8 十津川警部の事件簿」